# Les Champs-Géraux
Les Champs-Géraux település Franciaországban, Côtes-d’Armor megyében. Lakosainak száma 1053 fő (2022. január 1.). Les Champs-Géraux Calorguen, Évran, Lanvallay, Saint-Hélen és Plesder községekkel határos.

## Népesség
A település népességének változása:
| Lakosok száma | 943  | 961  | 943  | 1007 | 1040 | 1042 | 1036 | 1036 | 1042 | 1053 |
|               | 1968 | 1982 | 1990 | 2006 | 2013 | 2015 | 2017 | 2019 | 2020 | 2022 |